# Wimanius odontopalatus
Il wimanio (Wimanius odontopalatus) è un rettile marino estinto, appartenente agli ittiosauri. Visse nel Triassico medio (Anisico/Ladinico, circa 243 milioni di anni fa) e i suoi resti fossili sono stati ritrovati in Svizzera.

## Descrizione
Questo animale è noto solo per un esemplare di dimensioni moderate: il cranio era lungo circa 25 centimetri, e si suppone che l'animale adulto non superasse il metro e mezzo. Il cranio era dotato di un rostro piuttosto lungo e appuntito, dotato di denti aguzzi nella parte anteriore. L'osso palatino era dotato di una fila di denti appuntiti, mentre il giugale possedeva processi suborbitale e postorbitale di eguale lunghezza. Come tutti gli ittiosauri, Wimanius era dotato di quattro arti trasformati in strutture simili a pagaie.

## Classificazione
Il genere Wimanius venne descritto per la prima volta nel 1998, sulla base di un fossile rinvenuto nella formazione di Besano, sul Monte San Giorgio al confine tra Italia e Svizzera. Precedentemente questo fossile era stato attribuito informalmente al ben noto Mixosaurus, un ittiosauro di piccole dimensioni molto comune nella zona. È possibile che il fossile sia a tutti gli effetti un esemplare aberrante di Mixosaurus. 